# Argyrosticta scione
Argyrosticta scione là một loài bướm đêm trong họ Noctuidae.